# Pilocosta
Pilocosta es un género  de plantas fanerógamas pertenecientes a la familia Melastomataceae. Comprende 5 especies descritas y  aceptadas. Se distibuyen desde Costa Rica a Colombia y Ecuador.

## Descripción
Son subarbustos decumbentes o hierbas rastreras perennes. Tricomas del haz no adnatos a la epidermis por parte de su longitud. Flores 4-meras, solitarias, axilares, pediceladas, ebracteadas. Hipanto maduro cuadrangular en corte transversal, peloso en los 4 ángulos; lobos del cáliz persistentes. Pétalos obovados, enteros, típicamente ciliados. Estambres 8, fuertemente dimorfos a subiguales, los 4 estambres grandes antisépalos, los 4 estambres pequeños antipétalos; anteras 4-loculares con un poro ventralmente inclinado; conectivo corta o marcadamente prolongado por debajo de las tecas y modificado ventralmente en un apéndice 2-lobado horizontal o volteado hacia arriba. Ovario súpero, 4-locular, peloso apicalmente. Fruto en cápsula loculicida, semileñosa; semillas 0.5-0.75 mm, cocleadas, tuberculadas. 

## Taxonomía
El género fue descrito por Almeda & Whiffin y publicado en Systematic Botany 5(3): 303. 1981.  La especie tipo es: Pilocosta oerstedii (Triana) Almeda & Whiffin

## Especies aceptadas
A continuación se brinda un listado de las especies del género Pilocosta  aceptadas hasta mayo de 2014, ordenadas alfabéticamente. Para cada una se indica el nombre binomial seguido del autor, abreviado según las convenciones y usos:
- Pilocosta campanensis (Almeda & Whiffin) Almeda
- Pilocosta erythrophylla (Gleason) Almeda & Whiffin
- Pilocosta nana (Standl.) Almeda & Whiffin
- Pilocosta nubicola Almeda
- Pilocosta oerstedii (Triana) Almeda & Whiffin